# Tombes de Bykivnia
Le site historique et mémoriel Tombes de Bykivnia ukrainien : Биківнянські могили est une fosse commune des victimes du régime soviétique en Ukraine. Elle rassemble les corps des victimes des organes de répression soviétique depuis 1920 et particulièrement ceux des victimes de la Grande Purge stalinienne de la fin des années 1930 et se situe aujourd'hui à Kiev dans le raïon de Desna.

## Historique
Découverte par les troupes allemandes en 1941, lors de l'opération Barbarossa, sur indication des villageois de Bykivnia, la fosse s'étend sur près de deux kilomètres carrés et contient des dizaines de milliers de corps. Les Allemands choisirent une autre fosse commune ukrainienne importante, celle de Vinnytsia, pour développer leur propagande anti-soviétique et celle de Bykivnia retomba dans l'oubli. 

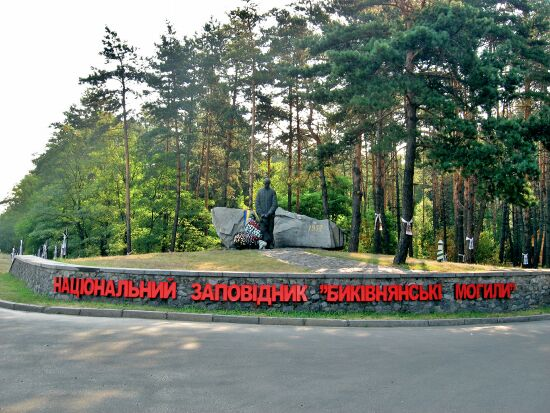
Mémorial à la répression politique de 1937 classé.

Trois enquêtes furent cependant exigées par les témoins pendant la période soviétique : toutes conclurent que la fosse commune contenait le corps de victimes de la « barbarie nazie ». Un monument fut même érigé en 1988 portant mention de cette attribution fausse. Il fallut attendre l'indépendance de l'Ukraine pour que des études honnêtes commencent sur le site et un rapport des autorités ukrainiennes de 2008 pour que les victimes soient réattribuées officiellement à la répression stalinienne. 
Les corps de 3 400 officiers polonais disparus à Katyń en 1940 sont retrouvés sur le site de Bykivnia, qui est visité par le pape polonais Jean-Paul II en 2001. Victor Iouchtchenko, le Président de l'Ukraine issu de la Révolution orange déclare en 2008 le site « lieu de commémoration nationale ». Mais le gouvernement, nommé par Ianoukovitch, qui lui succède ne signe pas les décrets d'application. Le site est aménagé de façon minimale et il n'en est pas fait mention dans les différents guides touristiques, contrairement au site d'exécution nazi de Babi Yar, aujourd'hui en centre-ville. 

## Monuments du site

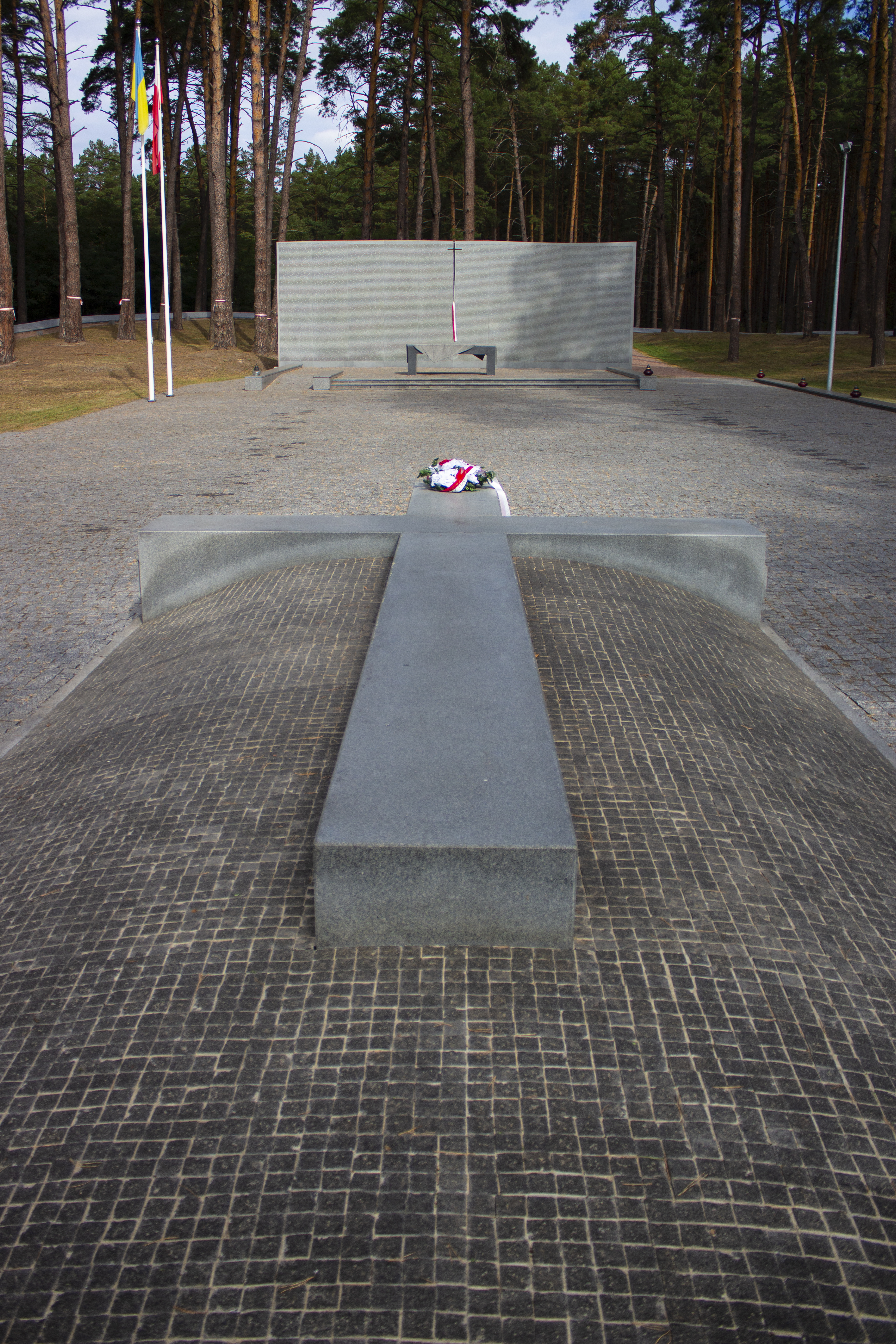
Le mémorial central au classé.

Le site ne présente que deux monuments. Près de la route nationale une statue représente un pauvre hère symbolique du peuple ukrainien dans son ensemble. Un wagon à bestiaux symbolise le transport des victimes vers les lieux d'exécution. Le reste du site est une immense forêt traversée par une route en terre de plus de deux kilomètres. Des croix de fer ont été implantées au début du site et dans quelques clairières. Des milliers d'écharpes traditionnelles ukrainiennes nouées autour des arbres et des photophores honorent simplement la mémoire des personnes qui gisent là. De temps à autre le nom d'une victime apparait sur une plaque clouée à un arbre, parfois accompagné d'une photo. Le corps a été identifié lors des exhumations témoins et sa famille a été autorisée à fixer ces stèles rudimentaires. En dehors de ces monuments et écharpes le site n'est pas aménagé.
Le site est classé au Registre national des monuments immeubles d'Ukraine depuis 1994,.